# 2. Feldhockey-Bundesliga 2011/12 (Damen)
Die Saison 2011/12 der 2. Bundesliga Damen startete am 10. September 2011 und endete am 13. Mai 2012.
Die Absteiger sind rot markiert, neben den jeweiligen Gruppenletzten steigen diesmal zwei weitere Mannschaften aus dem Norden ab, da die Absteiger aus der 1. Bundesliga beide von dort kommen.

## Abschlusstabellen
Legende:

| (A) | Absteiger aus der 1. Bundesliga |
| (N) | Aufsteiger aus der Regionalliga |
|     | Aufsteiger in die 1. Bundesliga |
|     | Absteiger in die Regionalliga   |

| Platz | Club                   | Spiele | Tore  | Punkte |
| ----- | ---------------------- | ------ | ----- | ------ |
| 1.    | Harvestehuder THC (A)  | 14     | 37:10 | 34     |
| 2.    | Eintracht Braunschweig | 14     | 31:8  | 32     |
| 3.    | Uhlenhorst Mülheim (N) | 14     | 54:16 | 30     |
| 4.    | Großflottbeker THGC    | 14     | 22:21 | 21     |
| 5.    | DHC Hannover (N)       | 14     | 19:46 | 13     |
| 6.    | HC Essen 99            | 14     | 22:25 | 12     |
| 7.    | Marienthaler THC       | 14     | 22:45 | 11     |
| 8.    | RTHC Bayer Leverkusen  | 14     | 13:39 | 8      |

| Platz | Club                    | Spiele | Tore  | Punkte |
| ----- | ----------------------- | ------ | ----- | ------ |
| 1.    | TuS Lichterfelde (A)    | 14     | 43:11 | 38     |
| 2.    | SC Charlottenburg (N)   | 14     | 31:17 | 26     |
| 3.    | Zehlendorfer Wespen     | 14     | 25:25 | 20     |
| 4.    | HG Nürnberg             | 14     | 17:20 | 19     |
| 5.    | SC Frankfurt 1880       | 14     | 27:34 | 15     |
| 6.    | HTC Stuttgarter Kickers | 14     | 19:29 | 14     |
| 7.    | HC Wacker München (N)   | 14     | 12:21 | 13     |
| 8.    | TG Frankenthal          | 14     | 16:33 | 13     |

## Auf- und Absteiger
Absteiger aus der 1. Bundesliga sind für die nächste Saison Jahr Düsseldorfer HC und ETuF Essen, beide steigen in die Gruppe Nord ab, die daher 3 Absteiger verzeichnet.
Aufsteiger aus der Regionalliga für die nächste Saison sind im Süden ATV Leipzig und Eintracht Frankfurt, im Norden TG Heimfeld und Blau-Weiß Köln.